# غابرييلا فيراري
غابرييلا فيراري (بالإسبانية: Gabriella Ferrari)‏ هي متسابقة ملكة الجمال وعارضة فنزويلية، ولدت في 14 مارس 1991 في بلنسية في فنزويلا.